# Popowice (Jordanów Śląski)

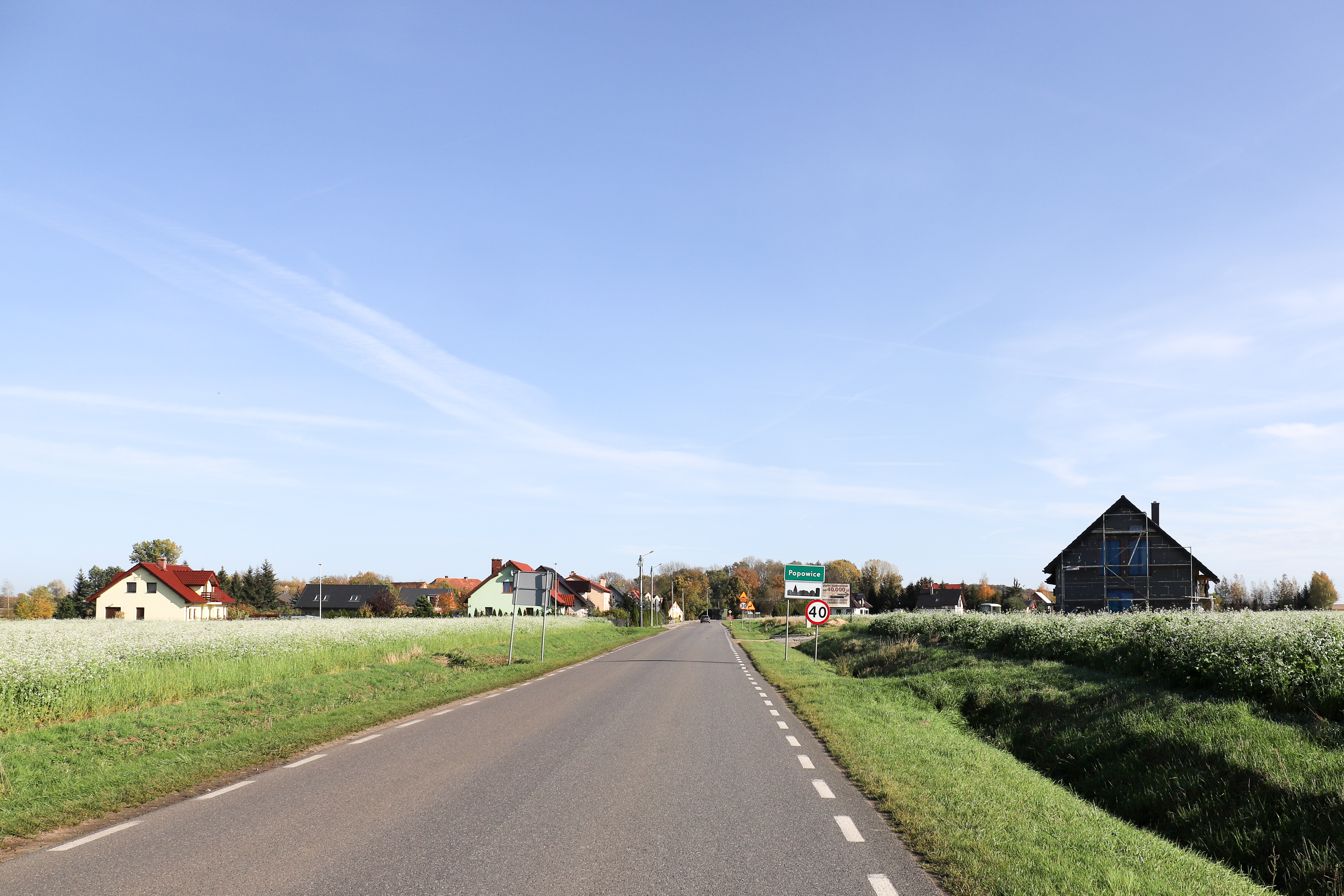
Ortsansicht

Popowice (deutsch: Poppelwitz 1937–1945 Dreihöfen) ist ein Ort in der Landgemeinde Jordanów Śląski (Jordansmühl) im Powiat Wrocławski der Woiwodschaft Niederschlesien in Polen. Es liegt ca. drei Kilometer nordöstlich von Jordanów Śląski Jordansmühl und 30 Kilometer südlich von Breslau. 

## Lage
Nachbarorte sind Biskupice (Bischkowitz) im Norden, Tyniec nad Ślęzą (Groß Tinz) im Nordosten.

## Geschichte
„Popowiz“, das zum Herzogtum Breslau gehörte, wurde erstmals 1288 urkundlich erwähnt. Damals stiftete Herzog Heinrich IV. dem Ort die Erträge aus dem Breslauer Kreuzstift, das bis zur Säkularisation 1810 Grundherr blieb. 1783 bestand das Dorf aus fünf Bauern, fünf anderen kleinen Häusern und 57 Einwohnern. 1845 gehörte Poppelwitz zum königlichen Rentamt Nimptsch und bestand aus neun Häusern, 92 überwiegend evangelischen Einwohnern (darunter neun katholische), evangelische Kirche zu Jordansmühl, katholische Kirche zu Groß-Tinz, einer Scholtisei und einem Schmied. Nach dem Ersten Schlesischen Krieg 1742 fiel Poppewitz mit dem größten Teil Schlesiens an Preußen. Nachfolgend wurde es dem Kreis Nimptsch eingegliedert. Nach dessen Auflösung 1932 gehörte die Landgemeinde Poppelwitz bis 1945 zum Landkreis Breslau. 1937 wurde es in Dreihöfen umbenannt.
Als Folge des Zweiten Weltkriegs fiel Poppelwitz / Dreihöfen 1945 mit fast ganz Schlesien unter polnische Verwaltung. Nachfolgend wurde es in Popowice umbenannt. Die deutschen Einwohner wurden, soweit sie nicht vorher geflohen waren, vertrieben. Die neu angesiedelten Bewohner waren teilweise Zwangsumgesiedelte aus Ostpolen, das an die Sowjetunion gefallen war. Nachfolgend wurde es der Woiwodschaft Breslau eingegliedert. Nach deren Auflösung gelangte es an den Powiat Wrocławski.